# Vittorio Foa
(Vittorio Foa)
Vittorio Foa (Torino, 18 settembre 1910 – Formia, 20 ottobre 2008) è stato un politico, sindacalista, giornalista, storico e saggista italiano.
È considerato uno dei padri fondatori della Repubblica italiana.

## Biografia
Nacque da una famiglia piemontese di origine ebraica; era nipote da parte di padre di un rabbino torinese e, malgrado avesse ricevuto la tradizionale educazione religiosa ebraica, studiando l'ebraico e la Torah e frequentando la sinagoga, divenne completamente ateo. Nel 1926, mentre era impiegato in banca, subì l'influenza politica di Giovanni Giolitti. Nel 1930 divenne ufficiale di complemento dell'esercito italiano nel reggimento del Principe di Piemonte, di cui fu amico. Si laureò in giurisprudenza nel 1931 all'Università di Torino.
Nel 1933 entrò in Giustizia e Libertà, movimento politico antifascista. Il 15 maggio 1935, all'età di venticinque anni, venne arrestato a Torino in seguito alla segnalazione dello scrittore Pitigrilli, spia dell'OVRA, la polizia segreta fascista. Foa fu quindi denunciato al Tribunale Speciale Fascista, che lo condannò a quindici anni di reclusione per attività antifascista (1936). Condivise la stessa cella con Ernesto Rossi, Massimo Mila e Riccardo Bauer; nel frattempo sposò il liberalismo di Benedetto Croce. Le condizioni della reclusione furono durissime, con pesanti conseguenze sulla sua salute.
Dopo essere uscito dal carcere di Castelfranco Emilia nell'agosto 1943, prese parte alla Resistenza con i "fazzoletti verdi" delle Brigate Giustizia e Libertà. Nel settembre dello stesso anno entrò nel Partito d'Azione (PdA), di cui divenne segretario assieme a Ugo La Malfa, Emilio Lussu, Altiero Spinelli e Oronzo Reale (1945), e per il quale fu rappresentante presso il Comitato di Liberazione Nazionale (CLN). Nel 1945 si sposò in prime nozze con Lisa Giua, dalla quale avrebbe poi avuto tre figli, tra cui il giornalista Renzo e la storica Anna.
Il 2 giugno 1946 fu eletto deputato all'Assemblea costituente per il Partito d'Azione e, dopo lo scioglimento di quest'ultimo nel 1947, alla fine dello stesso anno passò al Partito Socialista Italiano (PSI), di cui fu dirigente nazionale e, per tre legislature (1953-1968), deputato. Il 1948 fu l'anno in cui Foa entrò nella FIOM nazionale; nell'ottobre del 1949 entrò nella segreteria nazionale della CGIL di Giuseppe Di Vittorio, come vicesegretario responsabile dell'Ufficio studi, e nel 1955 fu segretario nazionale della FIOM. Dopo una collaborazione iniziale nel 1959 con la nascente rivista Passato e presente (nata intorno ad Antonio Giolitti e diretta da Carlo Ripa di Meana) Foa divenne uno dei massimi teorici della linea politica dell'autonomia operaia, che ispirò molti anni dopo la nascita dell'omonimo movimento politico, e scrisse fra l'altro, nel 1961, l'editoriale del primo numero della rivista di Raniero Panzieri, Quaderni Rossi, legata a tale area.
Nel 1964, per effetto di una scissione a sinistra del PSI pochi mesi dopo l'ingresso del PSI nel primo governo di centro-sinistra, nacque il Partito Socialista Italiano di Unità Proletaria (PSIUP), di cui Foa fu dirigente nazionale. Nel 1966-1968 cominciò a collaborare con La Sinistra, un giornale nato attorno a Silverio Corvisieri, Augusto Illuminati, Giulio Savelli e Lucio Colletti, e nel 1969 con il manifesto, rivista mensile omonima del gruppo politico originatosi da una scissione a sinistra del PCI. Per qualche tempo Foa fu membro della direzione del giornale, ma nel 1970 si dimise dalla CGIL e uscì dallo PSIUP, ritirandosi per un breve periodo a vita privata.
A seguito però della sconfitta elettorale del PSIUP nel 1972 e al suo scioglimento (il 16 luglio), Foa diede vita con diversi membri della sinistra del partito (Silvano Miniati, Guido Biondi, Mario Brunetti, Aristeo Biancolini, Pino Ferraris, Daniele Protti, Mario Albano, Dante Rossi e i sindacalisti Elio Giovannini, Antonio Lettieri e Gastone Sclavi) al Nuovo PSIUP; quest'ultimo, però, nel novembre del '72 contribuì, con la sinistra del Movimento Politico dei Lavoratori (MPL) alla creazione del Partito di Unità Proletaria (PdUP), di cui divenne dirigente nazionale. L'idea di Foa era quella di creare una forza politica che orientasse i gruppi rivoluzionari verso una prospettiva di "governo delle sinistre", distogliendole da una prospettiva rivoluzionaria.
Nel luglio 1974 il Partito di Unità Proletaria si unificò al gruppo de il manifesto, dando luogo al Partito di Unità Proletaria per il Comunismo: Foa fece parte, con Silvano Miniati, della sinistra del nuovo partito (circa il 44%). Con il PdUP per il Comunismo prese parte alla promozione della lista unica della nuova sinistra, Democrazia Proletaria (DP), avvenuta nel 1975-1976: per questo cartello elettorale fu eletto nelle circoscrizioni di Torino e Napoli, ma rinunciò a favore di Silverio Corvisieri (Avanguardia operaia) e Mimmo Pinto (Lotta Continua). Fu a sostegno di Fabrizio Panzieri (condannato a otto anni, tra le altre cose, per concorso morale nell'omicidio di Mikis Mantakas) insieme a due altri autorevoli intellettuali della sinistra: Aldo Natoli e Antonio Landolfi, con lui componenti del Comitato per la liberazione di Panzieri, che, provocatoriamente, si autodenunciarono. Nel 1977 iniziò a scrivere per il Quotidiano dei lavoratori, giornale di AO, mentre sua moglie Lisa intraprese la militanza in LC.
Nel 1977 il Partito di Unità Proletaria per il Comunismo perse la corrente ex-PSIUP-MPL (assieme alle cosiddette Federazioni unitarie e all'area sindacale di Giovannini), che prese parte alla costituente partitica di Democrazia Proletaria, mentre il partito rimase in mano alla componente de il manifesto. In seguito, Foa si allontanò nuovamente dalla vita politica: il suo ultimo intervento ufficiale fu alla commissione del Congresso di DP (gennaio 1980). Promise di non parlare né scrivere più di politica per almeno quattro anni e preferì dedicarsi all'insegnamento, accettando la cattedra di storia contemporanea alle Università di Modena e Reggio e di Torino. Riprese anche a collaborare con l'ufficio studi della CGIL.
Il 15 giugno 1987 fu eletto senatore come indipendente nelle liste del PCI, pur non essendo mai stato comunista. Ha scritto infatti Foa: «Non credo di avere mai accettato il marxismo come un canone di interpretazione globale della realtà. (...) Io non sono mai stato comunista e nessuno mi ha mai chiesto di diventarlo, forse anche per il mio impermeabile individualismo piccolo-borghese che ha resistito anche a decenni di lavoro sindacale. La mia coabitazione con i comunisti è stata tutta sul versante, che ritengo dominante, della costruzione democratica». Sostenne la trasformazione del PCI in Partito Democratico della Sinistra (PDS). Favorevole alla partecipazione italiana nella guerra del Golfo, nel 1992 abbandonò la politica attiva per dedicarsi alla scrittura di alcuni libri, in gran parte autobiografici: nel 2003 uscì Un dialogo, edito dalla Feltrinelli e scritto a quattro mani con Carlo Ginzburg.
In una intervista del 2006 dichiarò:
(Vittorio Foa, Intervista al Il Messaggero del 13 agosto 2006)
Partecipò alla fondazione del Partito Democratico nel 2007. 
Morì a Formia il 20 ottobre 2008. Ha detto di lui l'ex presidente del consiglio Massimo D'Alema: «un uomo che nel corso della sua vita, pur essendo ormai un pezzo della storia d'Italia, ha tuttavia continuato a essere un innovatore che ha guardato con simpatia allo sforzo di rinnovamento politico e culturale della sinistra fino all'ultimo. Ci ha incoraggiato ad avere coraggio». E il Presidente della Repubblica Italiana Giorgio Napolitano: «è stato senza alcun dubbio una delle figure di maggiore integrità e spessore intellettuale e morale della politica e del sindacalismo italiano del Novecento».

## Opere
- I partiti e la nuova realtà italiana. La politica del C.L.N., come Carlo Inverni, s.l., Partito d'Azione, 1944.
- Il piano economico della CGIL per il risanamento dell'economia nazionale, Milano, Camera del lavoro, 1949.
- La CGIL di fronte alle trasformazioni tecnologiche nell'industria italiana, con Bruno Trentin, Milano, Feltrinelli, 1960.
- Lotte operaie nello sviluppo capitalistico, Milano, Istituto Rodolfo Morandi, 1961.
- Il vecchio e il nuovo nel socialismo italiano, Roma, SETI, 1962.
- Le strutture economiche e la politica economica del regime fascista, in Fascismo e antifascismo. Lezioni e testimonianze, I, 1918-1936, Milano, Feltrinelli, 1962.
- Contributi per una sinistra sindacale, con altri, Padova, Marsilio, 1972.
- I temi della nuova opposizione, con altri, Roma, La nuova sinistra ed. Savelli, 1973.
- Sindacati e lotte operaie, 1943-1973, Torino, Loescher, 1975.
- La sinistra di fronte alla crisi, in Uscire dalla crisi dal capitalismo in crisi. Atti del convegno di Ariccia 8-9 febbraio 1975, Roma, Savelli, 1975.
- La struttura del salario. Lezioni tenute nel maggio-giugno 1975 al corso delle 150 ore per il recupero della scuola dell'obbligo a Modena, Roma, Alfani, 1976.
- Movimento operaio e cultura alternativa, con altri, Milano, Mazzotta, 1977.
- Sindacato e fabbriche nella svolta del '55, con Piero Boni e Emilio Pugno, Roma, Editrice Sindacale Italiana, 1977.
- Per una storia del movimento operaio, Torino, Einaudi, 1980.
- Riprendere tempo. Un dialogo con postilla, con Pietro Marcenaro, Torino, Einaudi, 1982. ISBN 88-06-05425-2.
- La cultura della CGIL. Scritti e interventi 1950-1970, Torino, Einaudi, 1984. ISBN 88-06-05705-7.
- La cultura del sindacato e le sue alternative. Corso integrativo di economia del lavoro, Napoli, Centro stampa Opera universitaria, 1985.
- La Gerusalemme rimandata. Domande di oggi agli inglesi del primo Novecento, Torino, Rosenberg e Sellier, 1985. ISBN 88-7011-214-4.
- Lettere da vicino. Per una possibile reinvenzione della sinistra, a cura di e con Laura Balbo, Torino, Einaudi, 1986. ISBN 88-06-59790-6.
- La questione socialista. Per una possibile reinvenzione della sinistra, a cura di e con Antonio Giolitti, Torino, Einaudi, 1987. ISBN 88-06-59419-2.
- Il difficile cammino del lavoro. Un dialogo con Vittorio Foa e Vittorio Rieser, Roma, Ediesse, 1990. ISBN 88-230-0035-1.
- Il Cavallo e la Torre. Riflessioni su una vita, Torino, Einaudi, 1991. ISBN 88-06-12595-8.
- Il futuro in mezzo a noi. Conversazione con Fiorella Farinelli, Vittorio Foa, Roma, Ediesse, 1994. ISBN 88-230-0136-6.
- Il registro. Carcere politico di Civitavecchia, 1941-1943, a cura di e con Aldo Natoli e Carlo Ginzburg, Roma, Editori Riuniti, 1994. ISBN 88-359-3842-2.
- Le virtù della Repubblica. Conversazione a Formia, con Paul Ginsborg, Milano, Il Saggiatore, 1994. ISBN 88-428-0209-3.
- Del disordine e della libertà. Padre e figlio tra incertezze e speranze, Roma, Donzelli, 1995. ISBN 88-7989-137-5.
- Il sogno di una destra normale. Dialogo con Reset di Furio Colombo e Vittorio Foa, Milano, Reset, 1995. ISBN 88-7989-080-8.
- Questo Novecento, Torino, Einaudi, 1996. ISBN 88-06-14090-6, Premio Viareggio speciale.[9]
- Lettere della giovinezza. Dal carcere, 1935-1943, a cura di Federica Montevecchi, Torino, Einaudi, 1998. ISBN 88-06-14840-0.
- Lavori in corso 1943-1946, a cura di Federica Montevecchi, Torino, Einaudi, 1999. ISBN 88-06-13690-9.
- Il tempo del sapere. Domande e risposte sul lavoro che cambia, Torino, Einaudi, 2000. ISBN 88-06-15598-9.
- Passaggi, a cura di Federica Montevecchi, Torino, Einaudi, 2000. ISBN 88-06-15637-3.
- Il ritorno dell'individuo. Cosa cambia nel lavoro e nella politica, con Massimo Crosti, Roma, Lavoro, 2000. ISBN 88-7910-931-6.
- In carcere con Ernesto Rossi, in Ernesto Rossi, Nove anni sono molti. Lettere dal carcere 1930-39, Torino, Bollati Boringhieri, 2001. ISBN 88-339-1333-3.
- Sulle montagne, Aosta, Le Château, 2002. ISBN 88-87214-50-6.
- Artifici e natura. Natura e artifici. Dialogando con Vittorio Foa, con Gaudenzio Nazario, Aosta, Le Château, 2002. ISBN 88-87214-51-4.
- Il silenzio dei comunisti, con Miriam Mafai e Alfredo Reichlin, a cura di Federica Montevecchi, Torino, Einaudi, 2002. ISBN 88-06-16353-1.
- Un dialogo, con Carlo Ginzburg, Milano, Feltrinelli, 2003. ISBN 88-07-17089-2.
- Sulla curiosità, con Federica Montevecchi, Torino, Einaudi, 2003. ISBN 88-06-16666-2.
- Il linguaggio del tempo. Conversazione con Vittorio Foa. Con filmati di repertorio inediti e la Costituzione della Repubblica italiana, con DVD, Roma, Casini, 2004. ISBN 88-89221-33-X.
- Un percorso del novecento, Torino, Aragno, 2004. ISBN 88-8419-211-0.
- Cent'anni dopo. Il sindacato dopo il sindacato, con Guglielmo Epifani, Torino, Einaudi, 2006. ISBN 88-06-18011-8.
- Una destra normale e altri sogni, Venezia, Marsilio, 2008. ISBN 978-88-317-9407-7.
- Le parole della politica, con Federica Montevecchi, Torino, Einaudi, 2008. ISBN 978-88-06-19255-6.
- Le autonomie e il lavoro. Le lezioni di Camerino su antifascismo e sindacato, Roma, Ediesse, 2009. ISBN 978-88-230-1379-7.
- Scelte di vita. Conversazioni con Giovanni De Luna, Carlo Ginzburg, Pietro Marcenaro, Claudio Pavone, Vittorio Rieser, Torino, Einaudi, 2010. ISBN 978-88-06-20410-5.
- Scritti politici. Tra giellismo e azionismo (1932-1947), Torino, Bollati Boringhieri, 2010. ISBN 978-88-339-2153-2.
- L'Italia del 1947 (inedito), con DVD, Viterbo, Stampa alternativa, 2010. ISBN 978-88-6222-140-5.